# Marcel Pagnol
Marcel Pagnol (ur. 28 lutego 1895 w Aubagne, zm. 18 kwietnia 1974 w Paryżu) – francuski pisarz, dramaturg i reżyser filmowy. Był pierwszym filmowcem wybranym do Akademii Francuskiej w 1946.

## Życiorys
Urodził się w departamencie Delta Rodanu w południowej Francji niedaleko Marsylii. Był synem nauczyciela Josepha Pagnola i szwaczki Augustine Lansot. Pagnol dorastał w Marsylii razem ze swoim młodszym rodzeństwem: braćmi Paulem i René oraz siostrą Germaine. Okres letnich wakacji często spędzał ze swoją rodziną w wiosce La Treille (obecnie dzielnicy Marsylii). W 1916, ku niezadowoleniu ojca, poślubił Simone Coline, z którą miał dwóch synów i córkę. Po rozwodzie, w 1945 ożenił się z aktorką Jacqueline Bouvier. Mieli razem dwóch synów.
W wieku 15 lat napisał pierwszą sztukę. Studiował na Uniwersytecie Aix-en-Provence. Został też nauczycielem angielskiego – uczył w Pamiers, Aix-en-Provence i Marsylii. Po przeprowadzce do Paryża zrezygnował z zawodu nauczyciela i poświęcił się pisaniu. Pierwszą dojrzałą sztukę, Merchants of Glory, napisał w 1925. Jego międzynarodową pozycję ugruntowały dwie następne sztuki: Jazz (1926) i Topaze (1928). W 1929 dla paryskiego teatru napisał sztukę pt. Marius, na podstawie której w 1931 powstał pierwszy film Pagnola.
W 1946 został wybrany na członka Akademii Francuskiej. Przewodniczył obradom jury konkursu głównego na 8. MFF w Cannes (1955). Zasiadał również w jury na 10. (1957) oraz na 19. MFF w Cannes (1966).  
Zmarł 18 kwietnia 1974 w Paryżu. Pochowany został na cmentarzu komunalnym w La Treille, obok rodziców, braci i żony.

## Twórczość

### Literatura
- 1925 Merchants of Glory – sztuka teatralna
- 1926 Jazz – sztuka teatralna
- 1928 Topaze (Pan Topaz) – sztuka teatralna
- 1929 Marius (Mariusz) – sztuka teatralna, część 1. La Trilogie marseillaise (Trylogia marsylska)
- 1932 Fanny (Fanny) – sztuka teatralna, część 2. La Trilogie marseillaise (Trylogia marsylska)
- 1936 César (César) – sztuka teatralna, część 3. La Trilogie marseillaise (Trylogia marsylska)
- 1964 L’Eau des collines (Woda ze wzgórz): Jean de Florette (Jean de Florette) i Manon des Sources (Manon u źródeł) – powieści
- 1965 Le Secret du masque de fer (Tajemnica Żelaznej Maski) – esej

#### Autobiograficzny cyklSouvenirs d’enfance(Wspomnienia z dzieciństwa)
- 1957 La Gloire de mon père (Chwała mojego ojca), tłum. na język polski: Mój dzielny tata (1978), w tłumaczeniu Maryny Ochab
- 1957 Le Château de ma mère (Zamek mojej matki)
- 1959 Le Temps des secrets (Czas tajemnic)
- 1977 Le Temps des amours (Czas miłości) – powieść nieukończona, wydana pośmiertnie

### Filmografia (jako reżyser)
- Marius (1931)
- Jofroi (1933)
- Angèle (1934)
- Merlusse (1935)
- Cigalon (1935)
- Topaze (1936), pierwsza wersja
- César (1936)
- Regain (1937)
- Le Schpountz (1938)
- La Femme du boulanger (1938)
- La Fille du puisatier (1940)
- La Prière aux étoiles (1941, nieukończony)
- Naïs (1945)
- La Belle meunière (1948)
- Topaze (1951) druga wersja
- Manon des Sources (1952) (w 1986 powstała druga wersja)
- Les Lettres de mon moulin (1954)